# Traveler
Traveler (englisch für „Reisende“ oder „Wanderer“) ist der Titel eines Romans, der 2005 in englischer Sprache unter dem Titel The Traveler von dem Autor John Twelve Hawks veröffentlicht wurde. Es ist der erste Teil der Fourth Realm Trilogy, dessen zweiter Teil The Dark River im Sommer 2007 erschienen ist. Die deutsche Übersetzung durch Claus Varrelmann und Eva Bonné erschien im Frühjahr 2006 unter dem Verlagslabel Page & Turner im Wilhelm Goldmann Verlag, München, einem Unternehmen der Verlagsgruppe Random House.
Das Buch beeindruckte einige Kritiker und wurde ein internationaler Bestseller.

## Inhalt
Das Buch handelt von einer alternativen zeitgenössischen Realität und ist durchwirkt von den Lehren des tibetanischen Buddhismus und anderer östlicher Religionen. In dieser fiktionalen Realität sind die USA und Europa Teil einer Gesellschaft, die durch eine Geheimorganisation, die Bruderschaft der Tabula, überwacht wird. Diese Bruderschaft hat die perfekte Kontrolle der Bevölkerung zum Ziel. Ihr Leitmotiv ist das vom Philosophen Jeremy Bentham entworfene Gefängnis Panoptikum. Die Überwachung geschieht durch Videokameras, zentrale Datenbanken, durch identifizierende RFID-Tags und RTLS-Ortungssender für jeden Bürger, implantiert oder im Ausweis untergebracht, Infrarotsensoren, Wärmebildkameras und Röntgenscanner. Die Überwachung geschieht ebenso durch die Auswertung von Internetdatenverkehr und Telefonverbindungen durch bis heute bekannt gewordene Software der Geheimdienste, beispielsweise durch Carnivore. Was die heutige Überwachungstechnik betrifft, bewegt sich der Roman auf sehr gut recherchiertem Terrain, auf dem Stand der aktuellen Technik.
Die Gegner dieser Geheimorganisation sind eine Handvoll Menschen, die sich entschieden haben, sich der Überwachung zu entziehen, indem sie außerhalb des Rasters leben, und die Harlequins, eine Handvoll Kämpfer, die die Leibwächter der spirituellen Führer dieser Menschen, der Traveler, sind.
Die Traveler sind Menschen, die aufgrund einer erblichen Veranlagung in der Lage sind, ihre Seele, die der Roman das Licht nennt, vom Körper zu trennen. Sie können nach der Überwindung gewisser Barrieren (Wasser, Luft, Erde, Feuer) in einige wenige Parallelwelten, Sphären genannt, überwechseln.
Der Autor nutzt die vordergründige Handlung des Romans, um Themen wie den freien Willen des Einzelnen, das rasche Anwachsen der öffentlichen Überwachungsmaßnahmen, die Meinungsmanipulation der Massen durch die Massenmedien durch Verbreitung von Furcht, die Natur von Gut und Böse usw. zu diskutieren oder zur Diskussion anzuregen.

## Fiktion und Realität
Die Kontrolle der Menschheit durch die Bruderschaft der Tabula hat viel von einer Verschwörungstheorie. 

### Die beschriebenen Überwachungsmaßnahmen
Abhören von Funktelefongesprächen: Die Technik und die möglichen Auswirkungen sind zutreffend beschrieben. Das Abhören von Funktelefongesprächen und SMS durch Strafverfolgungsbehörden ist im deutschsprachigen Raum bereits legalisiert. Dass Satellitentelefone sicher seien, ist auf die Verschlüsselung der Daten beschränkt. Der einzige Vorteil dieser Geräte ist, dass der Benutzer nicht über einen Netzzugang zu orten ist. Der Inhalt der Gespräche ist auswertbar, sobald der Code geknackt ist.
Benutzung biometrischer Daten zur Identifizierung einer Person: Die Techniken sind, wie vom Autor beschrieben, in Verwendung. Das Suchen von Personen über öffentliche Überwachungskameras ist gängige Praxis. Allerdings erwähnt der Autor nicht die hohe Fehlerquote der Technik. Dagegen sind die beschriebenen Techniken, entsprechende Scanner zu täuschen, nicht unbedingt erfolgreich.
RFID-Tags und Skimmer: Diese Technik befindet sich tatsächlich mitten in ihrer Einführung. Dies gilt auch für das Tagging, das Einpflanzen von RFID-Chips unter die Haut von Menschen und Tieren. Allerdings brauchen diese Chips nicht, wie im Roman beschrieben, regelmäßig wieder aufgeladen zu werden. Es ist inzwischen bekannt, dass Firmen versuchen, den Aufenthaltsort ihrer Mitarbeiter mittels RFID-Tags (so genanntes choke point locating) zu überwachen.
Ortungskugeln: Die Verwendung von Minisendern zur Ortung von Personen, Tieren und Gegenständen ist schon lange gängige Praxis. Den Fortschritt der Technik macht die stetige Miniaturisierung dieser Sender aus.
Ortung von GPS-Empfängern: Auch GPS-Empfänger besitzen kompromittierende Abstrahlungen. Allein diese Abstrahlung ist nicht verwendbar, um den Empfänger über weitere Strecken zu verfolgen. Systeme, mit denen zum Beispiel Fahrzeuge geortet werden, besitzen außer GPS-Empfängern aktive Sender, die die entsprechenden Daten beispielsweise über die Funktelefonnetze übertragen. Die Fernsteuerung von Fahrzeugen ist über GPS technisch nicht möglich, da für GPS keine Adressierung und kein Rückkanal definiert sind. Entweder besitzen entsprechend gesicherte Fahrzeuge weitere Empfänger für Telemetriesignale oder eine Steuerung, in die die Position des Fahrzeuges vom GPS-Empfänger übertragen wird und die ortsabhängig Steuerimpulse freigibt oder sperrt.
Splicer: Tiere, die gentechnisch zu Kampfmaschinen verändert worden sind und beschädigte Organe reparieren können, sind reine Fiktion. Tatsache ist, dass Tiere zu Kampfzwecken gezüchtet und abgerichtet werden. Das Ergebnis könnte dann wie bei den beschriebenen Splicern aussehen.
Softwaregestützte Überwachung des Internetverkehrs: Die Überwachung des Mail- und Onlineverhaltens von Internet-Usern ist Realität (Echelon-System). Dies gilt nicht nur für das Internet, das durch das Carnivore-System des FBI überwacht wird, sondern auch für viele Firmennetzwerke (Intranets), die im Auftrag der Firmenleitung überwacht werden. Tatsächlich werden von diesen Programmen Texte mit suspekten Stichwörtern ausgewertet. Die Verschleierung von Nachrichten und die Vermeidung gewisser Stichwörter ist eine häufige Gegenmaßnahme. Die Zuordnung jeglichen Datenverkehrs zu seinem Sender soll durch die Speicherung der Verbindungsdaten beim Internetserviceprovider weitgehend möglich werden.
Wärmebildkameras: Wärmestrahlen können nicht durch massive Wände ein Bild liefern, das Konturen wiedergibt, wie es in dem Roman beschrieben wird. Sie können die Wärmeabstrahlung von Personen und Objekten nur bei direkter Sicht aufnehmen und auch nur bei direkter Sicht die Spuren einer Person für eine gewisse Zeit darstellen. Durch massive Mauern wird jedoch infrarote Strahlung wie sichtbares Licht gedämpft und gestreut.

## Fazit
Das Buch ist ein hinreichend recherchierter, spannender Abenteuerroman. Der Autor zeigt Realitäten eines Überwachungsstaates und der Beeinflussung von Massen auf. Es sind Bezüge zum Weltbild asiatischer Religionen zu erkennen. Die Abwehr der allgemeinen Überwachung durch levitierende Helden ist ohne Bezug zur Physik. Es handelt sich um einen dystopischen Roman, der Autor warnt vor der Möglichkeit einer Welt umfassender Überwachung.